# 记忆B细胞

B淋巴细胞是免疫系统中制造抗体来对抗抗原的一种细胞。它们会针对特定抗原产生记忆细胞来加速第二次的免疫反应。

记忆B细胞（MBC）是在初次免疫反应后，產生IgM抗體的B細胞轉為產生IgG的一种B細胞。

## 初次免疫反应、抗原决定簇
在一个抗原与一个从未被此抗原刺激过的B细胞接触时，将激活初次免疫，B细胞将大量增殖，其中多数分化为浆细胞（效应B细胞）并产生抗体来清除感染，其余的则分化为记忆细胞。记忆细胞通常能存活数年，甚至是终生。
B细胞产生的抗体的分子上有一个特定的抗体决定簇（与抗原上的抗原决定簇相对的氨基酸序列）来确定抗体。
每当因为感染而引起B细胞增殖时，合成抗原决定簇的那部分基因将以1/1,600的機率进行突变，而相比之下正常细胞的基因突变率只有1/106。

## 二次免疫反应和记忆
以下的反应未经说明的，都发生在淋巴结淋巴滤泡中。
初次免疫反应中产生的抗原决定簇中有一部分相对剩余部分对抗原有更好的亲和力，或者说能更好的与抗原上的抗体决定簇结合，因此相对而言更可能进一步增殖。
除此之外，随着与某种抗体接触次数的增多，新增殖出来的B细胞中能对抗原反应的比例就越大（多株B细胞反应），记忆细胞的数量也就更多。因此，更强的（主要是抗体数量增多）、更有针对性的抗体是二次免疫反应的标志。
之所以称他们为记忆B细胞，是因为这种细胞和他们的后代表达且仅表达一种特定的抗原决定簇，并且存活时间更久。
二次免疫反应就是接种疫苗所产生的效果的内在因素。

## 普通高中课程标准实验教科书的定义
在效应B细胞分泌出具有识别特定抗原的特体性抗体后，存于体液中的抗体能与侵入机体的抗原发生抗原-抗体反应，从而中和或清除抗原，在此过程中，部分B淋巴细胞可分化为记忆细胞，记忆细胞能长期存在，当同一种抗原再次入侵机体时，记忆细胞就会迅速活化、增殖、分化，形成大量的效应B细胞，产生抗体及时地将抗原清除。